# Mesostenus rufotinctus
Mesostenus rufotinctus là một loài tò vò trong họ Ichneumonidae.